# Iszkaszentgyörgy
Iszkaszentgyörgy (németül: St. Georgen ob Iskam, latinul: St. Giorg ad Iscam) község Fejér vármegyében, a Székesfehérvári járásban.

## Fekvése
Iszkaszentgyörgy Székesfehérvártól északnyugati irányban, attól mintegy 10 kilométernyire található. Határát északról a Bakony, nyugatról a belőle délre nyúló Iszka-hegy, délről a Sárrét, keletről pedig a Móri-árok alkotja.
A település közlekedési kapcsolatait túlnyomórészt két négy számjegyű útvonal biztosítja: a régi 8-as főút (ma 801-es főút) székesfehérvári szakaszából kiinduló és onnan Kincsesbányáig húzódó 8202-es, illetve a 81-es főútból Sárkeresztesnél kiágazó és Isztimérig tartó 8203-as út; a kettő egy körforgalmú csomópontban keresztezi egymást a község központjában.

### Megközelítése
- Közúton megközelíthető a 801-es főútról (a 8-as főút régi, még Székesfehérvár lakott területeit és érintő nyomvonaláról) letérve a 8202-es úton, illetve a 81-es főút irányából Sárkeresztesnél Moha felé lekanyarodva a 8203-as úton. Délnyugati szomszédjával, Csórral egy számozatlan, alsóbbrendű út kapcsolja össze.
- Autóbusszal a fehérvári buszpályaudvar 10-es jelzésű kocsiállásáról induló menetrend szerinti járatokkal.

## Története
Iszkaszentgyörgy már a honfoglalást megelőző évezredekben is lakott hely volt, bronzkori település nyomait tárták fel a község területén. Feltételezik, hogy Várpalota – Csór irányából Iszkaszentgyörgyön keresztül egy római időkben épített út vezethetett, amely Magyaralmás – Csákberény – Csákvár felé haladt. A Római Birodalom összeomlását követő évszázadokban hun, avar, germán népek telepedtek meg ezen a területen, ami nem csoda, hiszen a földrajzi adottságok és a természeti viszonyok kedvezőek voltak (például hőforrások). A honfoglaló magyarok is felverték szállásaikat e tájon.
A község nevét már 1193-ban említi egy írásos emlék Izca alakban. Ekkor a mai település helyén 3 falu, Iszka, Szentgyörgy és Atya állt. Szentgyörgy neve a 14. században  bukkan fel, 1352-ben „Zent gyurgh”, 1392-ben „Zentgurch”, 1405-ben „Zenthgyurgh”, 1409-ben „Zentgurch”, 1411-ben „Zengugh”, 1441-ben „Zenthgyorgy”, 1445-ben „Zentgowrgh”, „Zenthgyewrgh” majd „Senthgergh” neveken. 1590-ben Szent Giorg néven szerepel. Az 1691-es községi körpecséten már a teljes neve szerepel: „ISKA ZENT GIORG 1691”. 1702-ben Zent György ad Iscam, 1707-ben Pagus Isca Szent-György, az 1715. évi összeírásban pedig Iczva Szent György alakban fordul elő a falu neve.
1735-ben teszik az első említést az iszkaszentgyörgyi kastélyról, melyet Amadé Antal építtetett. 1800-ban az Amadék eladják a kastélyt Bajzáth József veszprémi püspöknek. Öccse, János, majd ennek fia, Bajzáth György (1791-1869), Fejér vármegye alispánja, jelentős építkezéseket folytat. Tőle a kastélyt lánya, Valéria örökölte, aki gróf Pappenheim Sándorhoz ment feleségül. A következő jelentős kastélyátépítés az ő fia, Pappenheim Siegfried nevéhez fűződik. Felesége – gróf Károlyi Erzsébet (gróf Károlyi Mihály nővére) – hozományából a nyugati melléképületet teljesen újjáépíttette Gabriel Seidl tervei alapján, s ez az építkezés 1908-ra fejeződött be.
A második világháború után az üresen maradt épületet a szovjet csapatok kórháznak rendezték be, majd az épületet görög menekültek lakták. Utána rövid ideig üdülő volt, majd az 50-es évek végén a Bauxitbánya Vállalat munkásszállót működtetett benne. A 60-as évek elején a községi tanács kezelésébe került, itt működött a tanácsi hivatal, a rendőrőrs, a gyógyszertár, a postahivatal, egy vegyesbolt, a művelődési ház helyet kapott klubokkal, könyvtárral, mozival, itt volt az OTP, az Autójavító vállalat, gyermekgondozó, iskola, valamint itt lakott 10 család: pedagógusok, egészségügyi dolgozók szolgálati illetve bérlakásban. 1985-ben megkezdték az épület felújítási munkálatait, lecserélték a teljes tetőszerkezetet. 1995-ben az önkormányzati hivatal kiköltözésével a teljesen felújított barokk szárny üressé vált és a Kincstári Vagyonkezelő Intézet kezelésébe került.
Természetesen a kastélyhoz kastélypark is tartozott, melynek építése Bajzáth György nevéhez fűződik, aki angliai utazásának tapasztalatai alapján építtette a parkot. Pappenheim Siegfried és Károlyi Erzsébet Schusstig nevű főkertészükkel hosszabb időt töltöttek Angliában, ahol sorra járták a főúri kastélyokat, s hazatérve téglalap alakú területen teraszosan kialakított, geometrikus elrendezésű kertrésszel bővítették a parkot. Szimmetrikus elrendezés, geometrikus terepformák, nyírt sövények, bokrok, fasorok és sok-sok kerti építmény (támfalak, lépcsők, medence, diadalív) jellemezték a kertrészt. Az egykori kertből nem sok maradt meg. A növényállomány elavult, az utak, ösvények csak részben követik az egykori utak nyomvonalát. 1991-ben az Országos Műemlékvédelem felmérette a parkot, amit várhatóan a kert rekonstrukciós tervének elkészítése követ.
A falu belterületétől nem messze tört fel a Duzzogó forrás 28 °C-os vizével, ami fölé 1908-ban Pappenheim Siegfried fürdőépületet terveztetett, de ez ekkor nem épült meg, csak a két világháború között, akkor is szerényebb formában, de ez is impozáns volt. Márvánnyal bélelt két medence, másfél ölnyi borostyánnal bevont kőfal, melyet antik kőfaragványok díszítettek, vadszőlővel befuttatott öltözők és csobogó kristálytiszta forrásvíz. A fürdő még az 50-es években is működött, majd a helyi bauxitbányászat következtében a fürdőt tápláló forrás elapadt, a létesítmény teljesen tönkrement. A kerítés falába egykor beépített római kőfaragványok menekültek meg csupán a pusztulástól, a székesfehérvári Szent István Király Múzeum őrzi őket.
A község első temploma valószínűleg a mai református templom elődje volt, a második 1392-ben épült fel, amit a Szentgyörgyi család nyomban le is romboltatott, hogy köveiből Szentgyörgyön építsen új szentegyházat.
A 19. század első felében a református gyülekezet lélekszáma több mint 500 főt tett ki. A templom 1827-ben új belső berendezést kapott, de 1868. szeptember 2-án leégett a templom, a parókia és az iskola. Gyűjtés indult az újjáépítésre, s a következő évben már a megrepedt harangot is újraöntötték. 1911-ben került sor az orgonavételre. 1927-ben sor került a mai nagy és kis harangok beszerzésére. A gyülekezet 1939-ben új iskolát épített. 1945-ben a toronysüveget akna rombolta szét, a parókia pedig leégett, benne az 1725-től vezetett anyakönyvekkel.
A katolikus egyház újjászerveződése az Amadék nevéhez köthető, ők építtették a török utáni első katolikus templomot 1728-31 között a mai katolikus templom helyén. 1824-25-ben új templom építésének munkálatai indultak meg. Jelentősebb renováláson 1940-ben esett át a templom. A II. világháború alatt leégett a templom tetőzete, a torony csigalépcsőzete. Már az 1763. évi feljegyzés említi az orgonát. 1870-ben új orgona került a kórusra. A templomi ünneplések mellett igen látványosak voltak az utcákon végigvonuló körmenetek, melyek a földesúri kápolnához vezettek. Ezt az '50-60-as években lebontották, helyébe épült a kastélyfeljáró lépcsője. Lerombolása a vallásos érzés durva megsértése volt.

## Közélete

### Polgármesterei
- 1990–1994: Horváthné Duschanek Zsuzsanna (független)[6]
- 1994–1998: Salamon Imre (független)[7]
- 1998–2002: Benedek Imre (független)[8]
- 2002–2006: Benedek Imre (független)[9]
- 2006–2010: Gáll Attila (független)[10]
- 2010–2014: Gáll Attila (független)[11]
- 2014–2019: Gáll Attila (független)[12]
- 2019–2024: Gáll Attila (független)[13]
- 2024– : Gáll Attila (független)[1]

## Népesség
A település népességének változása:
| Lakosok száma | 1953 | 1957 | 1940 | 2168 | 2234 | 2237 | 2280 |
|               | 2013 | 2014 | 2015 | 2021 | 2022 | 2023 | 2024 |

A 2011-es népszámlálás során a lakosok 85,8%-a magyarnak, 0,3% cigánynak, 0,3% lengyelnek, 0,3% németnek, 0,6% románnak mondta magát (14,2% nem nyilatkozott; a kettős identitások miatt a végösszeg nagyobb lehet 100%-nál). A vallási megoszlás a következő volt: római katolikus 32,5%, református 15%, evangélikus 0,9%, felekezeten kívüli 18,9% (31,5% nem nyilatkozott).
2022-ben a lakosság 89,37%-a vallotta magát magyarnak, 0,8% németnek, 0,4% románnak, 0,2% szlováknak, 0,2% lengyelnek, 0,1-0,1% szerbnek, görögnek, ruszinnak és cigánynak, 3,4% egyéb, nem hazai nemzetiségűnek (10,7% nem nyilatkozott; a kettős identitások miatt a végösszeg nagyobb lehet 100%-nál). Vallásuk szerint 22,7% volt római katolikus, 12,1% református, 1% evangélikus, 0,3% görög katolikus, 0,8% egyéb keresztény, 0,7% egyéb katolikus, 18,1% felekezeten kívüli (44% nem válaszolt).

## Nevezetességei

### Kastély
A kastély legrégebbi részét 1735-ben építtette Amadé Antal. 1800-ban a kastély a Bajzáthok tulajdonába került, akik 1820-ban jelentős építkezésekbe fogtak.
A Bajzáth-kastély falfestményeit néhány éve restaurálták, s ezek időnként megtekinthetőek. A kastély ezen területét jelenleg nem használják, bár néha egy-egy kiállítást tartanak itt.
A kastély jelentős átépítése gróf Pappenheim Siegfried nevéhez kötődik a XX. század elején. Elbontották a nyugati mellékszárnyakat, és helyükre egy emeletes, gazdag kőszobrászati díszítésű neobarokk épületet építettek, díszes ablak- és erkélyrácsokkal, az emeleti ablakok fölött kőfejekkel, a középrizalit fölött alakos szoborkompozícióval. Ebben a részben működik jelenleg az általános iskola.
Az épület nyugati végéhez délről egy emeletes folyosó kapcsolódik, amelynek emelete fedett volt, de kőpillérekkel tagolt oldalai eredetileg nyitottak voltak. Ez egy kör alakú épületbe vezet, melyet társalgóként használtak.
Az új épület nyugati végéhez észak felől csehsüvegboltozatos, illetve fiókos dongaboltozatú helyiségeket kapcsoltak, a barokk kaputorony vonalában egy átjáróval. Ehhez merőlegesen kapcsolódik az istállószárny. Az istálló 1906-1909 között készült el. Ebben vörös márvány itatók voltak, de a lovakat nem sokáig tartották itt. Jelenleg ez a rész a Művelődési Ház, és egyben az iskola tornaterme is.
Hogyan éltek itt a grófok a XX. században?
A központi kastély földszintjén lakott a gróf és a grófné 3-3 szobában (háló-szalon-dolgozó), az emeleten volt az ebédlő, egyik oldalán a díszes berendezésű gazdag könyvtárral. A házaspár 4 gyermeke részben a régi, részben az új szárnyban lakott. Az új épületben voltak a vendégszobák és egy második könyvtár is. A keleti mellékszárnyban konyha, mosókonyha, vasalószobák voltak.
A kastélyhoz valaha jobb időket is megélt park is tartozik.

### Duzzogó
A Duzzogó-forrás századokon keresztül ontotta az állandóan 28 °C-os, értékes ásványi sókat tartalmazó vizet. Az egzotikus környezetű fürdőt Pappenheim Siegfried gróf építtette az egykori Atya nevű falu felé vezető út mentén.
Ekkor még meleg vizű forrásokban bővelkedett a környék. A Forrófői és a Duzzogói források egy forrásrendszert képeztek, az erdőben több apró forrás tört fel szabadon az égerfák között. Télen szinte gőzölgött az erdő ezen a részen. A források hozamára jellemző, hogy három malmot is meghajtott a vizük.
A fürdőt másfél ölnyi magas, borostyánnal futtatott kőfal vette körül. Belül a fal mentén rózsalugas futott körbe. A déli oldalon kőből épült, vadszőlővel futtatott öltözők voltak. A falba és az egyik pihenőbe római köveket építettek.
Az ovális alakú medence 20-25 méter hosszú, 10-15 méter széles és 130–160 cm mély volt, amelynek alján sima folyami kavicsok közt tört fel a víz. Ez táplálta egy csövön keresztül a gyermekmedencét is, majd a felesleges víz egy zsilipen távozott egy halastóba.
A fürdőt vadgesztenyék, fenyők, kőrisek, nyárfák, jegenyék tették árnyékossá.
Az 1950-es években az intenzív bányászat miatt a források sajnos elapadtak. A medencét azóta gyomok és bokrok nőtték be.

## Híres emberek
- Itt született Mándi Márton István (1760–1831) tanár, filozófus és nyelvész.
- Itt született Márton József (1771–1840) nyelvész, szótáríró.
- Itt született Bán Zsigmond, 1883-ig Baumgarten Zsigmond (1852 – 1906) újságíró és közgazdasági szakíró.

## Testvérvárosok
- Kõpu (Észtország)[16]
- Craon (Franciaország)[17]
- Pappenheim (Németország)
- Savukoski (Finnország)[18]
- Gyalu (Románia)[19]
- Łabunie (Lengyelország)

## Események
A 2015 elején  benyújtott pályázat alapján a település – Veszprémmel megosztva – elnyerte a 2016. év Finnugor Kulturális Fővárosa címet. Iszkaszentgyörgy nemzetközi kapcsolatai és barátságai egészen a második világháborúig nyúlnak vissza. Ekkor ugyanis, 1944-ben a budapesti bombázások idején a Finn Köztársaság nagykövetségének az iszkaszentgyörgyi Amadé-Bajzáth-Pappenheim kastély barokk szárnya adott otthont. Ezen időszaknak állítanak emléket a kastély finn emlékszobái, amelyeket 2012-ben a Finn Köztársaság elnöke, Sauli Niinistö adott át.
A 2070 fős Fejér vármegyei falu finn kapcsolatait azóta is ápolja. A település díszpolgára a volt finn nagykövet Jari Vilén, aki jelenleg az Európai Unió Európa Tanácsba delegált nagykövete, valamint a 11 éve Magyarországon élő Ari S. Kupsus budapesti galériatulajdonos és művészetpártoló. Kupsus úr immár évek óta a nyári hónapokra galériáját, a Bródy Sándor utcai Ari S. Kupsus Galériát az iszkaszentgyörgyi kastélyba költözteti át és évről évre nemzetközi művésztábort szervez fiatal festők számára.
Iszkaszentgyörgy testvértelepülési kapcsolatokat ápol az északi sarkkörön túli finn Savukoskival és az észtországi Köpuval, ahonnan egy 26 fős delegáció jelenleg is a faluban vendégeskedik. Emellett a falu testvértelepülései még az erdélyi Gyalu, a németországi Pappenheim, a franciaországi Craon és a lengyelországi Łabunie. A falu e kapcsolatokkal igyekszik gazdagítani saját és testvértelepülései kulturális életét, különös hangsúlyt fektetve a fiatalokra. Iszkaszentgyörgy szerencsés helyzetben van, hisz míg sajnos Magyarországon a legtöbb falu lélekszáma csökken, iszkaszentgyörgyiből egyre több lesz. Ez év januárjában, a Magyar Kultúra Napján került átadásra a kibővített óvoda negyedik terme.
Amikor a falu megpályázta a Finnugor Kulturális Főváros 2016 címet egyik fő szempont volt a benne rejlő azon lehetőség, hogy az évad révén a település fiataljai többet tanulhatnak finnugor gyökerekről, más, akár egészen távoli finnugor népek hagyományairól, mese- és mondavilágáról, nyelvéről.
És az eddigi kulturális fővárosok hagyományos programjain túllépve, élve a gazdag testvérvárosi kapcsolatok adta lehetőséggel, a falu vállalta, hogy az év során ellátogat nemcsak finnugor, de más testvértelepüléseire is, bemutatni a magyar és finnugor kultúrát. A német testvértelepülésre június közepén, a franciára pedig július elején látogatott el 16-16 fős iszkaszentgyörgyi delegáció, köztük fiatal néptáncosainkkal és a nemzetközi kiállításokon is rendszeresen szereplő foltvarró kör tagjaival és munkáival. Augusztus elején az észt testvértelepülés kerül sorra és a néptáncosok fellépnek a helsinki Balassi Intézetben is, ahol képviselik magukat a finn testvértelepülésről, Savukoskiból is, majd szeptember elején a lengyel, novemberben pedig az erdélyi testvértelepülését látogatja meg a finnugor kulturális főváros. De bemutatkozott már a falu a tavalyi kulturális fővárosban, az észtországi szetu Obinitsában a tízezer fős nép tavaly augusztusi királyságnapján és idén januári zárórendezvényén, márciusban Szentpéterváron, valamint június közepén a finnországi Lahtiban, a VII. Finnugor Világkongresszuson.

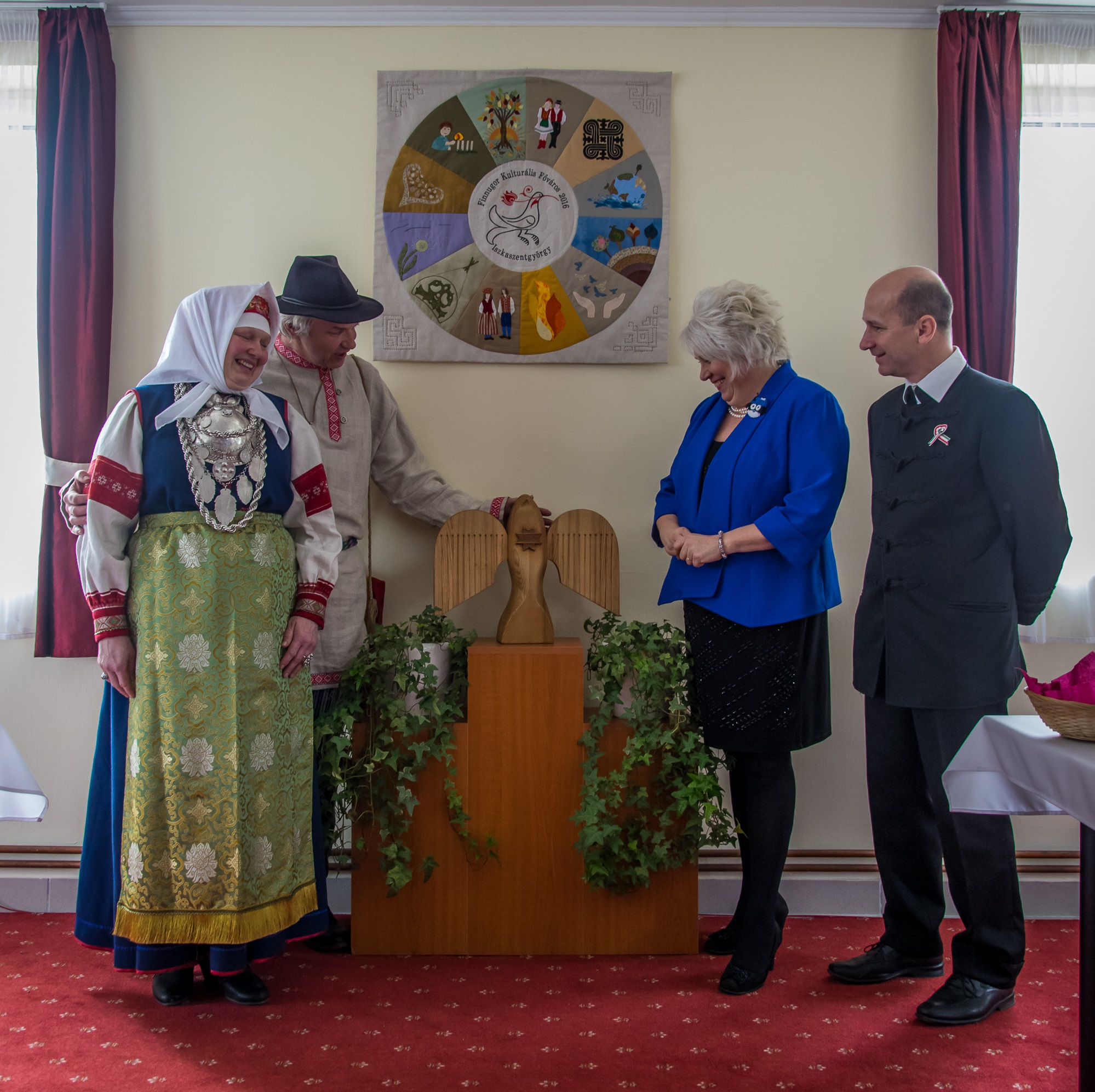
Marina Kaljurand, az Észt Köztársaság külügyminisztere iszkaszentgyörgyi látogatásán a Községházán szetu vendégekkel és Gáll Attila polgármesterrel 2016 márciusában.

De 2016 során nem csak Iszkaszentgyörgy utazik, hanem Iszkaszentgyörgyre is sokan utaznak a világból. Vendégeskedtek már a Bakony lábánál fekvő faluban a 2014-es finnugor kulturális főváros, az udmurtföldi Sztarije Bigi, valamint a tavalyi szetu főváros Obinitsa képviselői, de a szetuk és udmurtok mellett jöttek már finnek, észtek, hantik, marik és székelyek is bemutatni egy-egy szeletét a saját életüknek és mindennapjaiknak és márciusban hivatalos látogatás keretében egy egész délutánt töltött a faluban Marina Kaljurand, az Észt Köztársaság külügyminisztere is.
A programok már 2015 decemberében elkezdődtek egy felvezető rendezvénnyel, valamint a Finn Köztársaság függetlenségének 98-ik évfordulójára rendezett jótékonysági bállal, amelyen több volt és jelenlegi Magyarországra akkreditált nagykövet is részt vett.
Míg a falu finnugor kulturális programjai a testvértelepülési látogatásokon elsősorban a magyar kultúráról szólnak, addig a falusi rendezvények során más finnugor népekkel ismerkednek. Vannak gasztronómiai programok, például készült már hanti halleves, karéliai pirog és udmurt perepecsi; érkeznek népek képviselői, akik bemutatják az adott finnugor nemzetet, annak vallását, népszokásait, nyelvét például az Eötvös Loránd Tudományegyetem hanti és mari lektorai, de adott elő udmurt, finn és észt vendég, valamint ősszel jön az ötezer fős vepsze nemzet egy képviselője is, továbbá rengeteg az egyéb kulturális program, amelyek szervezésében Iszkaszentgyörgy egy-egy finnugor önkéntes nagykövete is részt vesz.
Iszkaszentgyörgy nagyköveti programjának lényege, hogy pár hónapra a településen él egy másik finnugor nemzet magyarul is jól beszélő fiatal képviselője. Az év első öt hónapjában ez az udmurt divattervező és DJ Darali Leli volt, jelenleg pedig egy 15 nyelven beszélő 23 éves finn fiatalember, Jani Korhonen él Iszkaszentgyörgyön.
Mivel Iszkaszentgyörgyön gazdag története van a néptánctanulásnak, így a programok során nagy hangsúly helyeződik a néptáncra, népzenére, valamint az ifjúságra is. Sok finnugoros foglalkozást szerveznek az óvodásoknak és általános iskolásoknak: bábelőadás finn mesékből, hanti népi játékok, udmurt kortárs divatbemutató.